# Санта-Маргарида-да-Серра
Санта-Маргарида-да-Серра (порт. Santa Margarida da Serra) — район (фрегезия) в Португалии, входит в округ Сетубал. Является составной частью муниципалитета Грандола. По старому административному делению входил в провинцию Байшу-Алентежу. Входит в экономико-статистический субрегион Алентежу-Литорал, который входит в Алентежу. Население составляет 243 человека на 2001 год. Занимает площадь 52,38 км².